# Чемпіонат України з хокею 2006—2007
Чемпіонат України з хокею серед команд вищої ліги сезону 2006—2007 років — стартував 5 жовтня 2006 року і завершився 14 березня 2007 року.

## Регламент
Згідно з регламентом змагань 15-й чемпіонат України з хокею із шайбою відбувався в один етап. Шість команд-учасниць першості провели між собою триколовий турнір зі спареними поєдинками. За підсумками 30 матчів визначалися чемпіон та призери змагань. Вперше в історії «золоті» нагороди здобула київська команда АТЕК. Натомість багаторазовий чемпіон країни київській Сокіл так само вперше не потрапив навіть до трійки призерів.

## Підсумкова таблиця
| Команда                             | І  | В  | ВО | Н | ПО | П  | ГЗ  | ГП  | Різниця | О   |
| ----------------------------------- | -- | -- | -- | - | -- | -- | --- | --- | ------- | --- |
| «АТЕК» Київ                         | 30 | 26 | 2  | 0 | 0  | 2  | 206 | 52  | +154    | 82  |
| «Беркут» Бровари                    | 30 | 23 | 0  | 0 | 1  | 6  | 247 | 101 | +146    | 70  |
| «Компаньйон» Київ                   | 30 | 13 | 2  | 1 | 0  | 14 | 110 | 127 | -17     | 44  |
| «Сокіл» Київ                        | 30 | 15 | 0  | 1 | 0  | 14 | 155 | 114 | +41     | 40* |
| «Дніпровські вовки» Дніпропетровськ | 30 | 7  | 0  | 1 | 1  | 21 | 98  | 159 | -61     | 23  |
| СДЮШОР «Сокіл» Київ                 | 30 | 0  | 0  | 1 | 2  | 27 | 49  | 312 | −263    | 3   |

* З команди «Сокіл» знято шість очок за неявку на поєдинки проти дніпропетровської команди «Дніпровські вовки».

## Бомбардири
| Гравець             | Команда | Г  | П  | О  |
| ------------------- | ------- | -- | -- | -- |
| Олександр Зіневич   | Беркут  | 28 | 58 | 86 |
| Дмитро Марковський  | Беркут  | 40 | 38 | 78 |
| Михайло Фадєєв      | АТЕК    | 16 | 42 | 58 |
| Євген Млинченко     | АТЕК    | 29 | 28 | 57 |
| Богдан Савенко      | Беркут  | 27 | 28 | 55 |
| Олександр Савицький | Беркут  | 14 | 41 | 55 |
| Олег Синьков        | АТЕК    | 19 | 31 | 50 |
| Віталій Гаврилюк    | Беркут  | 23 | 20 | 43 |

Г = Голи; П = Результативні паси; О = Очки